# Tamás Geri
Tamás Geri (Budapest, 29 gennaio 1982) è un ex calciatore ungherese, di ruolo difensore.

## Carriera

### Club
Geri giocò per il Vasas, prima di trasferirsi all'Újpest. In seguito, militò nelle file del Győri ETO e del Lombard Pápa. Nel 2008, si trasferì ai norvegesi del Lofoten.